# Miłowo (województwo zachodniopomorskie)
Miłowo (do 1945 Flacke) – wieś w północno-zachodniej Polsce, położona w województwie zachodniopomorskim, w powiecie goleniowskim, w gminie Stepnica.
Według danych z 31 grudnia 2009 r. wieś zamieszkiwało 131 osób.
Wieś na skraju Doliny Dolnej Odry oraz Równiny Goleniowskiej, ok. 3 km na północ od Stepnicy, przy drodze prowadzącej do Wolina, na północ od rzeki Gowienicy, na skraju łąk i lasów Puszczy Goleniowskiej.
W latach 1975–1998 miejscowość położona była w województwie szczecińskim.
Obecnie wieś zachowała charakter ulicowy. Zachowało się również wiele zagród z XIX i XX wieku. W większości są to budynki murowane, jedynie dwa zostały zbudowane w konstrukcji ryglowej. Do najcenniejszych należy budynek nr 28, zbudowany w połowie XIX wieku (1842), o konstrukcji szachulcowej, dawna karczma. We wsi znajduje się również kilka domów całkowicie nowych. Droga główna została wysadzona kasztanowcami i jesionami. Znajduje się tutaj plac zabaw oraz sklep. Okolice wsi zachęcają do uprawiania turystyki pieszej i rowerowej, a także wędkarstwa (liczne kanały, Gowienica). Tereny leśne to doskonały obszar wypadowy dla grzybiarzy i jagodziarzy. Na północ od wsi, przy drodze gruntowej prowadzącej do Gąsierzyna znajduje się kilkuzagrodowa Miłowo-Kolonia. Na północ od wsi położony jest rezerwat przyrody „Czarnocin”.
Okoliczne miejscowości: Stepnica, Stepniczka, Gąsierzyno, Zielonczyn